# Козёлкино (станция)
Козёлкино — железнодорожная станция Московской железной дороги на линии Брянск—Сухиничи. Находится в одноимённом населённом пункте Брянском районе Брянской области,  в составе Стекляннорадицкого сельского поселения.
Станция Козёлкино расположена между станцией Батагово и развилкой на Чернец и Брянск-Северный. Названа по одноимённому посёлку, расположенному в 5 км к западу; основана (первоначально как разъезд) в 1929 году.